# محمد بولكسوت
محمد بولكسوت (مواليد 23 سبتمير 1998) هو لاعب كرة قدم مغربي يشغل مركز ظهير في نادي الرجاء الرياضي.

## مسيرته

### مع الأندية
بدأ محمد بولكسوت مسيرته الكروية بنادي يوسفية برشيد، قبل أن ينتقل إلى الكوكب المراكشي في عام 2017. ظهر لأول مرة في البطولة المغربية في موسم 2017-2018، وخاض سبع مباريات.
خلال موسم 2018-2019، أثبت نفسه كلاعب أساسي وخاض 26 مباراة وسجل هدفين في البطولة المغربية. أنهى الموسم بهبوطه مع فريقه إلى القسم الثاني المغربي.
في 20 أغسطس 2019، وقع عقدًا مع نادي شباب المحمدية، وأنهى الموسم بصعوده رفقة النادي إلى القسم الأول.
في 15 يوليو 2022، وقع عقدًا لمدة ثلاث سنوات مع الرجاء الرياضي.
في 6 يناير 2023، شارك رسميا للمرة الأولى وذلك أمام اتحاد طنجة، برسم الجولة 11 من البطولة الوطنية (انتهت بالفوز 3-0).

### مع المنتخب
في 29 ديسمبر 2018، تم استدعاء محمد بولكسوت للمنتخب المغربي تحت 23 سنة، من أجل مواجهة ودية مزدوجة ضد المنتخب الغامبي، يومي 6 و 9 يناير 2019 في بانجول.
في فبراير 2019، شارك في معسكر تحضيري مع المنتخب المغربي تحت 23 سنة، في الفترة من 3 إلى 6 فبراير 2019 في الرباط.

## روابط خارجية
- محمد بولكسوت على موقع قاعدة بيانات كرة القدم.إي يو (الإنجليزية)
- محمد بولكسوت على موقع كووورة